# Cercoceracris grandicula
Cercoceracris grandicula är en insektsart som beskrevs av Marius Descamps 1980. Cercoceracris grandicula ingår i släktet Cercoceracris och familjen gräshoppor. Inga underarter finns listade i Catalogue of Life.